# Hecamede africana
Hecamede africana är en tvåvingeart som beskrevs av Wayne N. Mathis 1993. Hecamede africana ingår i släktet Hecamede och familjen vattenflugor.
Artens utbredningsområde är Kenya. Inga underarter finns listade i Catalogue of Life.